# 1624 Rabe
1624 Rabe este o planetă minoră (asteroid), cu un diametru de 26,27 km, din centura de asteroizi. A fost descoperită pe 9 octombrie 1931 la Observatorul Königstuhl de Karl Wilhelm Reinmuth și a fost numită după Eugen Rabe⁠(d). 
Obiectul prezintă o orbită caracterizată de o semiaxă mare de 3,1929246 UAi, o excentricitate de 0,089968, o înclinație de 1,98648 ° în raport cu ecliptica.